# Batocera punctata
Batocera punctata là một loài bọ cánh cứng trong họ Cerambycidae.